# Pugnolo
Pugnolo è una frazione del comune cremonese di Cella Dati posta a sudovest del centro abitato.

## Storia
La località era un piccolo villaggio agricolo di antica origine del Contado di Cremona con 292 abitanti a metà Settecento.
In età napoleonica Pugnolo annetté Cella, San Lorenzo Mondinari, Alfeo, Dosso de' Frati e Fontana, ma tutto venne annullato con la costituzione del Regno Lombardo-Veneto.
L'annessione di Fontana fu comunque ripristinata dagli austriaci nel 1829.
All'unità d'Italia nel 1861, il comune contava 755 abitanti.
Nel 1868 il comune di Pugnolo riannetté le frazioni del periodo napoleonico, ma l'anno successivo il municipio venne spostato a Cella Dati.